# Udet U 7
Die Udet U 7 Kolibri ist ein leichtes Sportflugzeug der 1920er Jahre, von dem lediglich zwei Stück gebaut wurden.

## Entwicklung
Die U 7 wurde vom Chefkonstrukteur der Udet Flugzeugbau GmbH Hans Henry Herrmann für den auf der Wasserkuppe stattfindenden Rhön-Leichtflugzeug-Wettbewerb von 1924 entworfen. Das Konzept sah ein kleines Sport-, Kunst- und Reiseflugzeug für den privaten Gebrauch vor, weshalb es in den Abmessungen sehr klein gehalten und so ausgeführt wurde, dass es von nur einer Person in wenigen Minuten durch das Lösen von fünf Bolzen abgerüstet werden konnte. Für den Straßentransport war ein Motorrad, an das das Flugzeug mit dem Heck voran angehängt wurde, ausreichend. Es wurden zwei Exemplare gebaut und mit den Kennzeichen D–620 und D–621 zugelassen.
Der Wettbewerb wurde für die U 7 ein Erfolg. Ernst Udet gelang am 29. August 1924 ein Dauerflug von 4,39 h, der den Sieg und gleichzeitig Weltrekord für diese Klasse bedeutete. Ebenfalls siegreich war er bei einem Flug von der Wasserkuppe nach Bad Kissingen, für den er den Preis für den niedrigsten Kraftstoffverbrauch (6,12 l) erhielt. Diese Erfolge nutzte das Unternehmen für eine im Anschluss durchgeführte Vermarktungskampagne, bei der das Flugzeug zum Stückpreis von 7500 ℛℳ angeboten wurde. Die Aufträge indes blieben aus, so dass keine weiteren Exemplare gebaut wurden.
Im Folgejahr nahmen die Flugzeuge am Deutschen Rundflug 1925 um den BZ-Preis der Lüfte in der Gruppe A für Flugzeuge bis 29,4 kW (40 PS) teil, schieden aber beide vorzeitig aus.

## Aufbau
Die U 7 ist als freitragender Hochdecker in Gemischtbauweise mit einem Rumpf aus Sperrholz ausgeführt. Der Motor mit 1400/min treibt eine starre Zugschraube (Ø 1,8 m) in einer Untersetzung von 1:3 an. Dahinter befindet sich die offene Pilotenkabine mit linksseitig gelegener Einstiegstür und ein von einer Klappe verschlossener und nur von außen zugänglicher Stauraum für 5 kg Gepäck. Die zweiteilige Tragfläche in Ellipsenform ist durch Streben mit dem Rumpf verbunden und besteht aus einem Aludur-Gerüst mit Innenverspannung, zwei Kastenholmen sowie Sperrholzrippen. Sie ist so konstruiert, dass das Flugzeug von einer Person innerhalb von 5 min durch das Lösen von fünf selbstsichernden Bolzen abrüsten kann. Das Leitwerk ist eine stoffbespannte Holzkonstruktion mit zweiteiligem Höhenruder und in einem Stück abnehmbarund von vier Bolzen gehalten. Das starre Fahrwerk besteht aus zwei mit einer Achse verbundenen Scheibenrädern relativ großen Durchmessers und einem Schleifsporn am Heck.

## Technische Daten

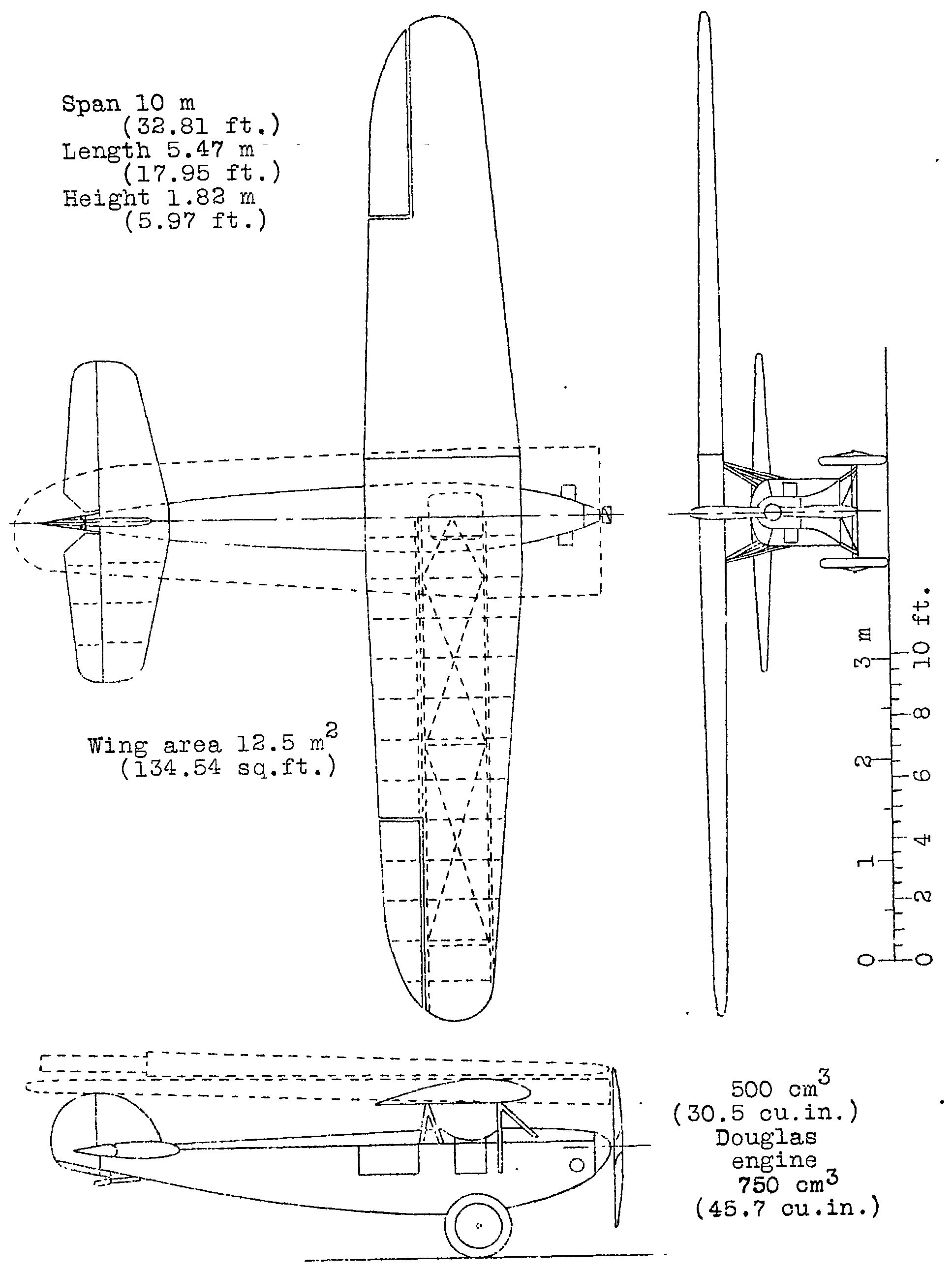
Dreiseitenansicht

| Kenngröße             | Daten                                                                                |
| --------------------- | ------------------------------------------------------------------------------------ |
| Besatzung             | 1                                                                                    |
| Spannweite            | 10,0 m                                                                               |
| Länge                 | 5,47 m                                                                               |
| Höhe                  | 1,82 m                                                                               |
| Flügelfläche          | 12,5 m²                                                                              |
| Flügelstreckung       | 8,0                                                                                  |
| Flächenbelastung      | 20,8 kg/m²                                                                           |
| Leistungsbelastung    | 14,5 kg/PS                                                                           |
| Leermasse             | 160 kg                                                                               |
| Zuladung              | 100 kg                                                                               |
| Startmasse            | 260 kg                                                                               |
| Antrieb               | ein Douglas (550 cm³) mit 18 PS (13 kW) oder ein Douglas (750 cm³) mit 35 PS (26 kW) |
| Kraftstoffvorrat      | 25 l                                                                                 |
| Verbrauch             | 6 l/h                                                                                |
| Höchstgeschwindigkeit | 120 km/h                                                                             |
| Reisegeschwindigkeit  | 100 km/h                                                                             |
| Steiggeschwindigkeit  | 8 min auf 1000 m Höhe                                                                |
| Gipfelhöhe            | 3200 m                                                                               |
| Reichweite            | 480 km                                                                               |
| Flugdauer             | 4 h                                                                                  |